# Çıplaklı, Alanya
Çıplaklı là một thị trấn thuộc huyện Alanya, tỉnh Antalya, Thổ Nhĩ Kỳ. Dân số thời điểm năm 2011 là 4.721 người.